# Schweerbau
Die Schweerbau Gesellschaft mit beschränkter Haftung und Co. KG. Bauunternehmen ist ein deutsches Unternehmen mit Sitz in Stadthagen. Schweerbau übernimmt Bauprojekte in den Bereichen Gleisbau, Schienenbearbeitung und Tiefbau.

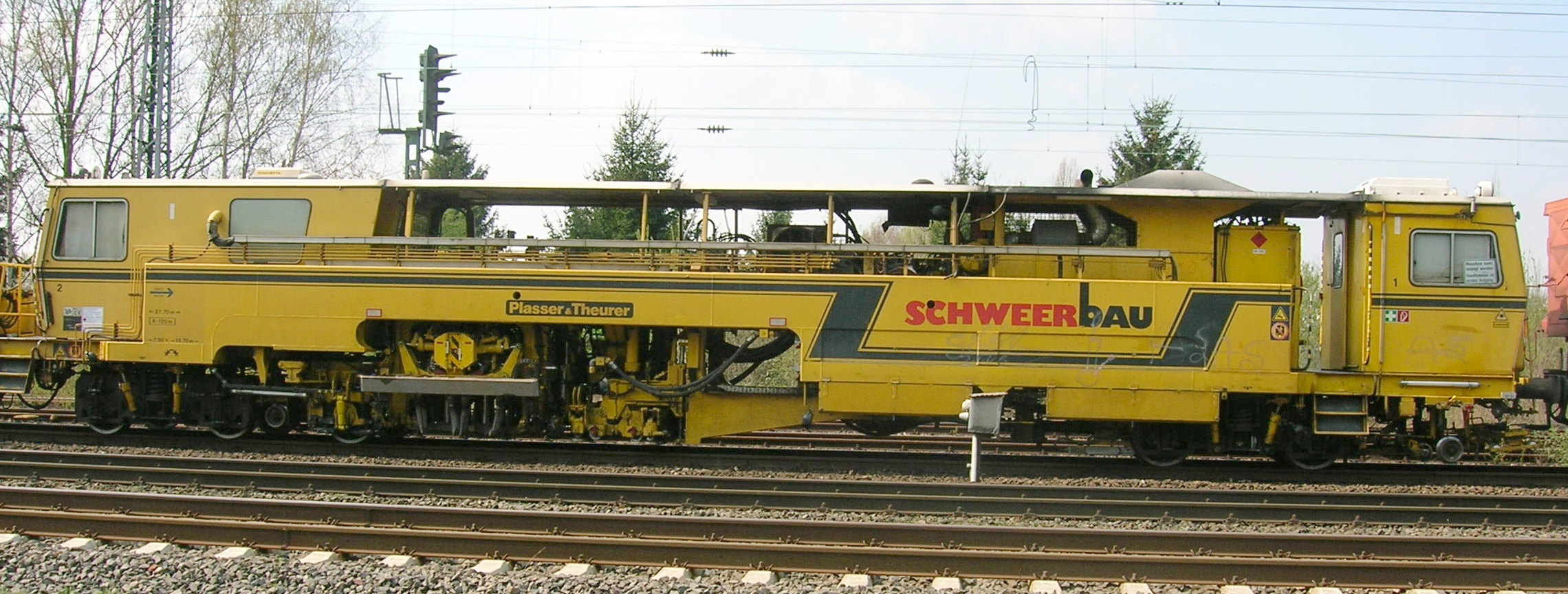
Stopfmaschine PuT

Es bestehen Niederlassungen u. a. in Berlin, Magdeburg, Leipzig, Bochum und Mörfelden-Walldorf.
Schweerbau ist mit 45 % an der Schweerbau International GmbH & Co. KG in Stadthagen beteiligt.
Schweerbau arbeitet mit der polnischen Firma SBM in Breslau zusammen. Es besteht eine Vertretung in Opava und ein Büro in Grove Park (Lewisham). 